# Lucien Weiss
Lucien Weiss (* 22. Februar 1909 in Paris; † 25. Dezember 1963 in Yaoundé, Kamerun) war ein französischer Radrennfahrer.

## Sportliche Laufbahn
Von 1933 bis 1938 fuhr er als Berufsfahrer. Seinen ersten Vertrag als Profi hatte er mit dem Radsportteam Lutetia-Wolber. 
Weiss gewann in seiner Karriere als Radprofi die Rennen Paris–Reims 1932, Paris–Arras 1933 sowie Paris–Limoges, Marseille–Lyon, Poitiers–Saumur–Poitiers und den Grand Prix d´Issoire 1934. Dazu kam der erneute Sieg im Grand Prix d’Issoire 1935. 1935 wurde er Zweiter im Eintagesrennen Paris–Limoges hinter Émile Decroix. Bordeaux–Pau 1939 beendete er beim Sieg von Antonio Prior als Dritter.